# Opilio laevis
Opilio laevis is een hooiwagen uit de familie echte hooiwagens (Phalangiidae).